# Zougalaï
Zougalaï est un village, situé dans le kraï de Transbaïkalie, en Russie. C'est le centre administratif de la commune rurale du même nom.
Sa population en 2007 était de 1 467 habitants.

## Géographie
Le village est situé sur la rivière Zougalaï, à 25 kilomètres de la capitale du district (en), Mogoytuy (en).

## Histoire
Le  temple bouddhiste, Zougalaï datsan est fondé en 1826.
La municipalité a été fondée en 1930.

## Économie
Le village abrite une coopérative agro-industrielle créée en 1999, qui a pris la suite d'une coopérative créée en 1930 portant le nom de Lénine. Elle occupe une surface de 27 900 ha. En 2002, le nombre de tête de bétails était de 1 855 moutons, 272 bovins et 364 chevaux.